# 澳門廣州地區聯誼會
澳門廣州地區聯誼會成立於1991年11月3日。原名為澳門廣州地區同鄉聯誼會，會址在南灣大馬路大華大廈。根據著名人士何賢先生生前的倡議而發起成立。
該會由馬萬祺先生任榮譽會長；鄭文定、畢明、廖僖芸為名譽會長。

## 宗旨
該會為一個非牟利民間聯誼團體，努力促進居澳廣州地區人士的友好聯繫，積極參與澳門廣州兩地經濟建設、文化教育、科學技術、體育衛生和社會福利等事業的交流活動，增進友誼。

## 大事回顧
- 1991年6月12日　成立籌委會，由馬萬祺任主任，陶開裕、何厚鏵任副主任。
- 1991年11月3日　假澳門中華總商會何賢紀念堂舉行成立慶典。第一屆領導協商產生：名譽會長馬萬祺，會長陶開裕，每屆任期兩年。
- 1993年11月12日　陶開裕會長病逝。
- 1994年3月29日　召開會董會，補選何厚鏵為名譽會長，馬有禮為會長。
- 1994年11月4日　舉行會員大會，將會名改為現名，正式選何厚鏵為名譽會長，馬有禮為會長，黃耀源為監事長。

## 屬下組織
詳見主條目：澳門廣州地區聯誼會青年委員會

## 會址
澳門南灣大馬路六九三號大華大廈十五樓